# A25 (Frankrijk)
De A25 is een autosnelweg gelegen in het noorden van Frankrijk in Frans-Vlaanderen in de regio Hauts-de-France tussen de stad Rijsel en Sint-Winoksbergen. De weg zet zich verder voort als N225 richting de kustplaats Duinkerke. De weg draagt het Europese wegnummer E42.